# Onderscheiding met zwaarden

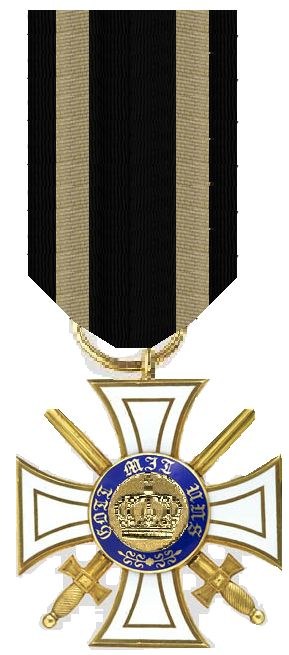
Het kruis van de Pruisische Kroonorde "met de zwaarden",Particuliere Verzameling, Groningen

Een onderscheiding met zwaarden wordt bij sommige onderscheidingen aan personen na verdienstelijk handelen in een militaire uitvoering toegekend. Een dergelijke onderscheiding duidt men meestal aan met "Ridder in de Orde van ... met de Zwaarden ". Het gaat dan over éénzelfde orde, waar er zowel een militaire als een burgerlijke (civiele) variant van bestaat. In dit geval kan elke graad van de orde in de burgerlijke of in de militaire variant (met zwaarden) worden verleend.
Dit is niet hetzelfde als een versiersel, bestaande uit twee gekruiste zwaarden, dat op het lint van een orde wordt bevestigd. Dit versiersel werd aan sommige ordes, zoals de Belgische nationale ordes, gehecht wanneer de orde werd verleend voor oorlogsfeiten. 
Ook andere onderscheidingen, zoals kruisen, sterren en medailles, kunnen in een uitvoering "met de zwaarden" worden uitgereikt. Er zijn ook nationale ordes waarin de militaire versie aan een andere kleur lint wordt gedragen.

## Nederland

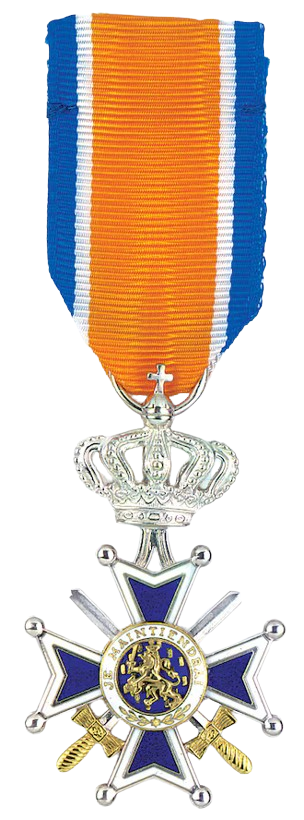
Lid in de Orde van Oranje-Nassau met de zwaarden

In Nederland kent alleen de Orde van Oranje-Nassau een uitvoering met de zwaarden. Tijdens de behandeling van de Instellingswet van de Orde van Oranje-Nassau in de Tweede Kamer (in 1892) maakten de leden bezwaar tegen een militaire uitvoering naast het burgerlijk ereteken, maar de regering zette dit desondanks door. Een militair die in de laagste graad in de Orde van Oranje-Nassau wordt opgenomen wordt aangeduid als "Lid met de Zwaarden in de Orde van Oranje-Nassau". De hoogste graad is "Ridder Grootkruis met de Zwaarden in de Orde van Oranje-Nassau". De gebruikte hoofdletters zijn gebruikelijk. De versierselen met de zwaarden zijn niet hoger geklasseerd dan die zonder zwaarden. Zwaarden aan de ring komen in Nederland niet voor.
Bij de Nederlandse versierselen is de kling van zilver terwijl het gevest van het zwaard verguld is. De wet schrijft voor dat in de uitvoering van een versiersel voor militairen er achter het schild twee schuin gekruiste zwaarden worden aangebracht.
Ook de Eremedailles verbonden aan de Orde van Oranje-Nassau werden met en zonder de zwaarden uitgereikt. De zwaarden nemen bij de kruisen en medailles de plaats in van de lauwerkrans achter het kruis van de burgers. Combinaties van krans en zwaarden komen niet voor.

## België
De Belgische Leopoldsorde kent naast de uitvoering voor burgers ook een militaire variant, waarbij tussen de verhoging, een beugelkroon, en het juweel twee gekruiste zwaarden zijn bevestigd. Voor de Belgische koopvaardijvloot zijn versierselen met gekruiste onttakelde ankers voorzien, maar deze worden tegenwoordig niet meer toegekend.

## Oekraïne

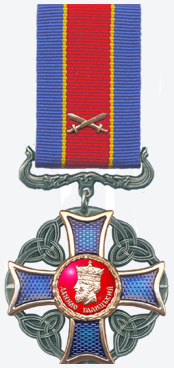
Orde van Daniel van Galicië met de zwaarden

In Oekraïne bestaan van de Orde van Verdienste en van Orde van Daniel van Galicië zowel civiele als militaire varianten: de Orde van Verdienste in de tweede of derde klasse en de Orde van Daniel van Galicië die wordt uitgereikt aan Oekraïense militairen – niet noodzakelijkerwijs verband houdend met oorlogsverrichtingen – bevat de afbeelding van gekruiste zwaarden op het lint.

## Duitse staten

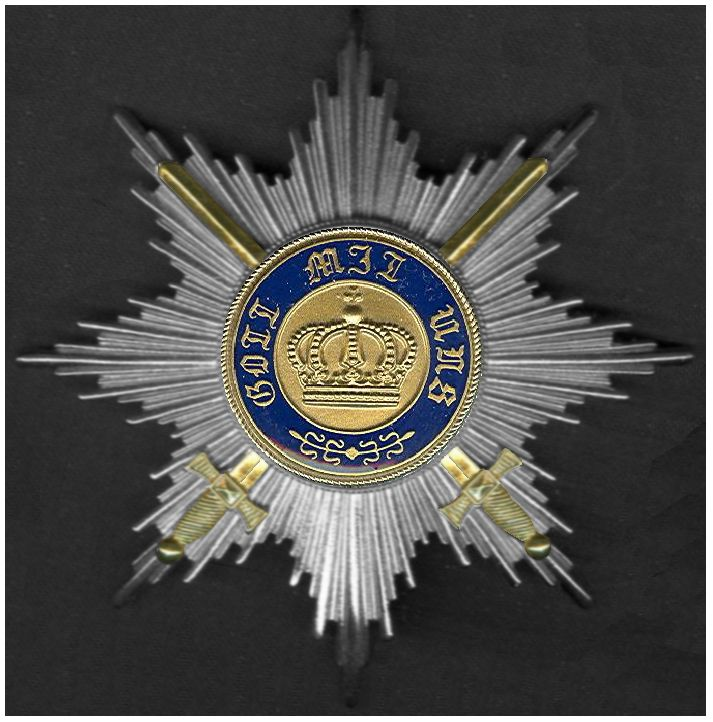
Ster van de Pruisische Kroonorde "met de Zwaarden", Particuliere Verzameling, Groningen.

In de 19e eeuw was Duitsland een zeer militaristische natie. De verschillende koninkrijken en vorstendommen hadden ieder eigen ridderorden en onderscheidingen en deze werden vaak met de Zwaarden, soms met zwaarden aan de ring uitgereikt. Sommige versierselen "met zwaarden" zijn zeldzame eretekens zoals het commandeurskruis in de Kroonorde van Pruisen dat alleen aan enkele uitverkoren generaals waaronder Erich von Falkenhayn is uitgereikt.
In Duitsland gold het als een bijzonder eerbewijs de drie Pruisische orden allen "met zwaarden" te dragen. In 1868 konden van de duizenden gedecoreerde officieren alleen Luitenant-Kolonel Otto von Görschen en Alfred von Lewinski daar staat op maken.

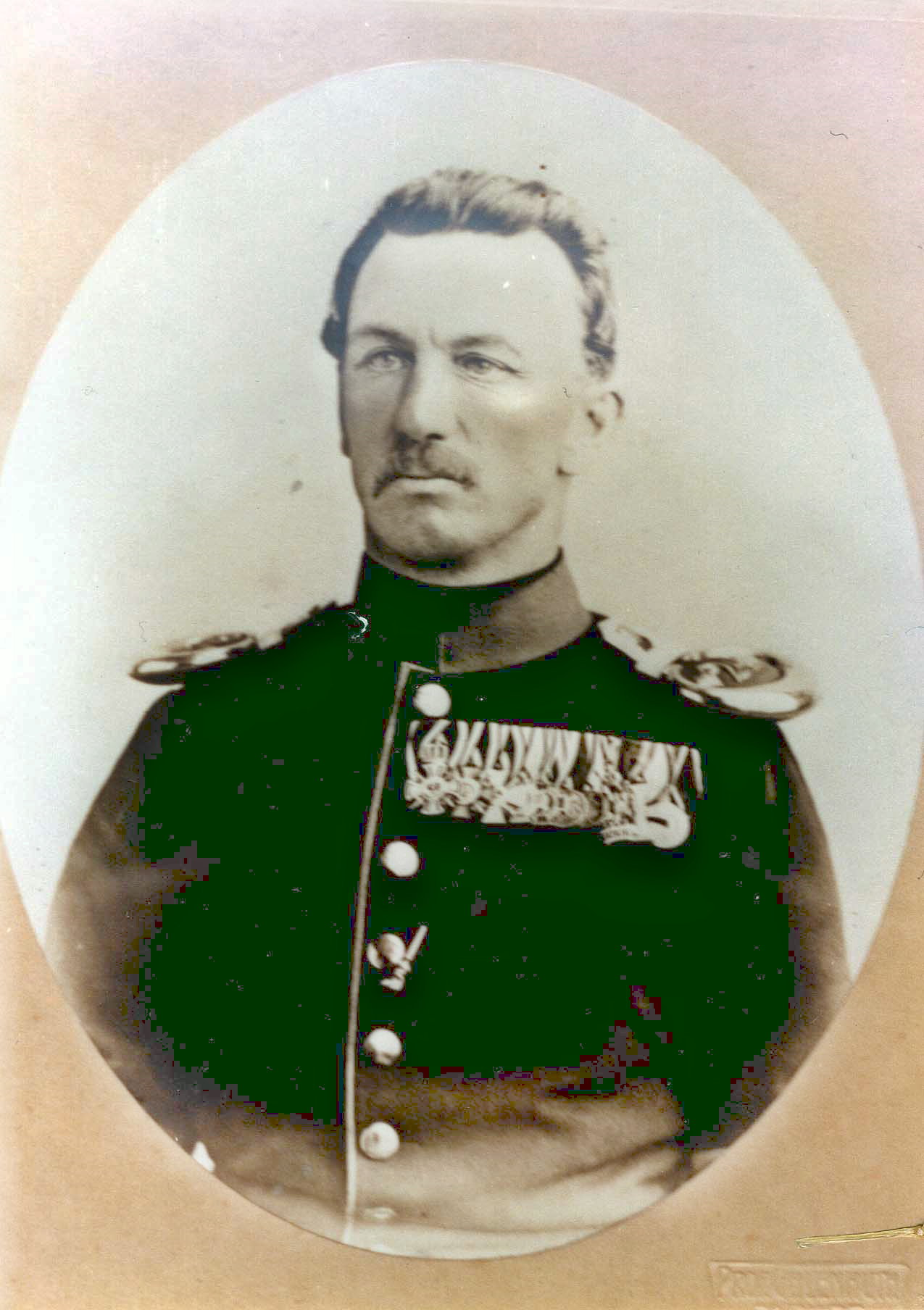
Overste Otto Friedrich Ferdinand von Görschen met zijn drie ordekruisen "met de Zwaarden"

De zwaarden zijn meestal geheel van goud of van verguld zilver vervaardigd en het gaat altijd om ontblote zwaarden. Het gevest van het zwaard is bij Pruisische en andere Duitse eretekens steeds van hetzelfde metaal als de kling.
In nazi-Duitsland werd het Ridderkruis van de Orde van het IJzeren Kruis soms met zwaarden versierd. Bij de vijfde herhaling van de onderscheiding werd het zilveren eikenloof met zwaarden versierd. Bij de zevende herhaling werd het Ridderkruis van deze orde verleend met zwaarden, gouden Eikenloof en briljanten.

## Andere landen
In het Russische Keizerrijk werden veel ordetekens met zwaarden uitgereikt. Staten waar de zwaarden een afwijkend model hebben, bijvoorbeeld het kromzwaard in de Arabische wereld of de klewang in Azië, voeren ook afwijkende zwaarden in hun onderscheidingen. Het fascistische Italië koos voor twee antieke Romeinse legionairszwaarden, zogeheten gladii in de versierselen van de Orde van de Romeinse Adelaar.